# Kościół Adwentystów Siódmego Dnia Stworzenia
Kościół Adwentystów Siódmego Dnia Stworzenia (ang. The Creation Seventh Day (&) Adventist Church, w skrócie: CSDA Church) – jest fundamentalistyczną wspólnotą chrześcijańską założoną przez małą grupę osób, które zerwały stosunki z Kościołem Adwentystów Dnia Siódmego w 1988 r. Stał się odrębnym Kościołem w 1991 r. 

## Doktryna
Kościół, w swym nauczaniu, opiera się na doktrynie adwentyzmu dnia siódmego, włącznie z zachowywaniem Sabatu, oczekiwaniem na bliskie powtórne przyjście Jezusa, nauką o warunkowej nieśmiertelności, sądem śledczym, reformą zdrowia, dziesięciną czy autorytetem Ellen G. White jako proroka.
Cechą charakterystyczną wspólnoty jest nauka o zupełnym zwycięstwie nad grzechem (koniec grzeszenia po nowonarodzeniu), pełnej wolności religijnej (brak duchowieństwa), całkowitym upadku chrześcijaństwa, odrzucenie Trójcy Świętej, całkowity rozdział państwa od Kościoła (ostra separacja), obchodzenie nowiów księżyca i części świąt żydowskich Starego Testamentu. Uznaje się także religijną odpowiedzialność każdego członka za poczynania Kościoła.
Podczas gdy wielu współczesnych adwentystów dnia siódmego postrzega przekonania tej wspólnoty jako niezwykłe, to jednak takie doktryny Kościoła Adwentystów Siódmego Dnia Stworzenia jak antytrynitaryzm, zupełne zwycięstwo nad grzechem czy całkowity rozdział państwa od Kościoła były zachowywane i bronione przez znanych pionierów ruchu adwentystycznego.
Adwentyści siódmego dnia stworzenia odrzucają również tradycyjne wyrażenia takie jak: Jezus, Jahwe. Wynika to z wielkiego nacisku, jaki kładą na tzw. „Święte Imiona”. Posługują się słowami „JAHSZUA” (hebr. יהושע), określając Jezusa, zaś „JAH” (hebr. יהוה), określając Boga.
Symbolem wspólnoty są hebrajskie wyrazy יהוה ץשוהי, otoczone napisem „Stwórca Nieba i Ziemi ● JAH Naszą Sprawiedliwością”. Innym symbolem jest kula ziemska, w której centrum znajduje się hasło: „Wyjdźcie z niego ludu mój” (w sensie: z Babilonu) i trzech aniołów z Objawienia 14 r. Ziemię otacza dwunastu mężczyzn, nad głowami których znajdują się imiona jednego z dwunastu pokoleń Izraela.
Wspólnota wierzy w ciągłość darów duchowych, łącznie z prorokowaniem. Dlatego też oprócz uznawania zmarłej już Ellen G. White za proroka, adwentyści siódmego dnia stworzenia mają dwóch żyjących proroków – pastora Waltera „Chick” McGill'a i pastora Davida P. Aguilara, Jr.

## Działalność
Centrala Kościoła Adwentystów Siódmego Dnia Stworzenia w Stanach Zjednoczonych znajduje się w Guys, w stanie Tennessee, przy której działa także lokalny zbór adwentystów siódmego dnia stworzenia. Pastorem zboru w Guys jest prorok Walter „Chick” McGill. Adwentyści Siódmego Dnia Stworzenia posiadają swoje zbory również poza USA m.in. w Kenii, Kanadzie i Australii.
W 2003 r. pastor McGill otworzył pierwszą placówkę oświatową Kościoła – Chrześcijańską Akademię Adwentystów Siódmego Dnia Stworzenia w Guys, Tennessee.